# GSAT-18
GSAT-18 ist ein kommerzieller Kommunikationssatellit der indischen ISRO der GSAT-Baureihe.
Er wurde am 5. Oktober 2016 um 20:30 UTC mit einer Ariane 5 Trägerrakete vom Raketenstartplatz Kourou (zusammen mit Sky Muster II) in eine geostationäre Umlaufbahn gebracht.
Der dreiachsenstabilisierte Satellit ist mit 12 Ku-Band-, 12 Extended Ku-Band-, zwei Ku-Band-Beacons und 24 C-Band-Transpondern ausgerüstet und soll von der Position 74° Ost aus Indien mit Telekommunikationsdienstleistungen versorgen. Er wurde auf Basis des Satellitenbus I3K der ISRO gebaut und besitzt eine geplante Lebensdauer von mehr als 12 Jahren.